# 家书体
家書體原名美細體，是一種等線中文字體，由北京新華字模廠鄒秀英設計，曾在1987年國際排版文字字體競賽（森澤奬）中獲得佳作奬。其特點是採用歐體結構為主的等線體設計，筆畫末端呈圓形，字形較脩長，不加任何修飾。橫畫微微上傾，兼具仿宋體和手寫體的風格，富於親切感。
家書體於1999年經北京漢儀公司開發，錄入計算機字庫，有簡體、繁體兩個版本。現在家書體主要應用於文章正文的排版。